# Steven Novella
Steven Novella, född 29 juli 1964, är en amerikansk neurolog och assisterande professor i neurologi vid Yale University School of Medicine. Steven är mest känd för sitt engagemang i den skeptiska rörelsen.

## Skepticism
Steven Novella är ordförande och medgrundare till New England Skeptical Society och programledare för organisationens podcast The Skeptics' Guide to the Universe. 
Han är även grundare till organisationen Science Based Medicine (och en regelbunden skribent på bloggen med samma namn).
Steven var en av de 200 första som skrev på uppropet Project Steve, en drift med listor av typen "Dessa vetenskapsmän tvivlar på evolutionen" som man ibland kan se hos organisationer som förespråkar kreationism.

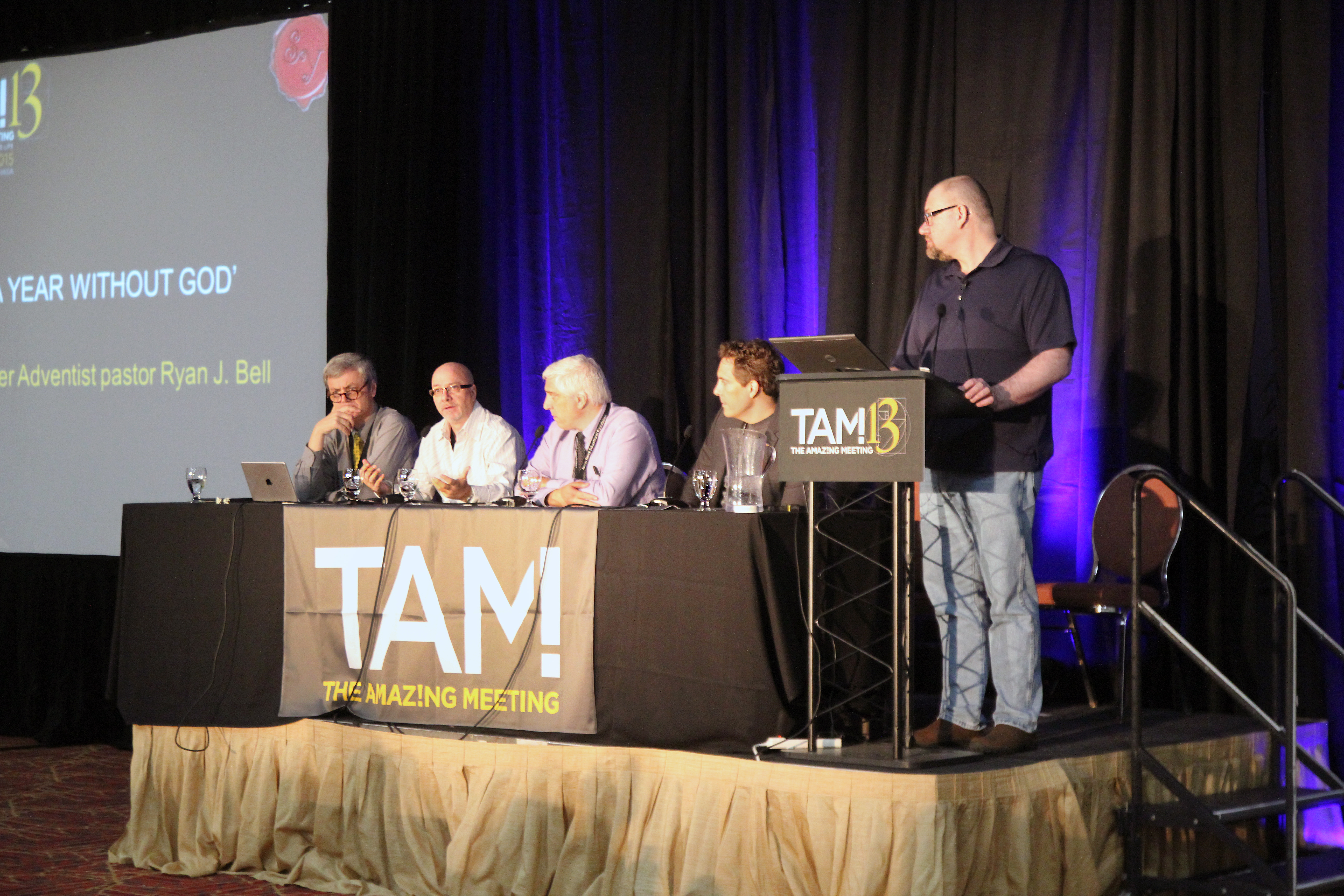
Novella, 2013, på podcast panel från TAM13. Hans bror Jay är andra från höger.